# Hội nghị toàn thể lần thứ nhất Ủy ban Trung ương Đảng Cộng sản Trung Quốc khóa XX
Hội nghị toàn thể lần thứ nhất Uỷ ban Trung ương Đảng Cộng sản Trung Quốc khoá XX, cử hành ở Bắc Kinh vào ngày 23 tháng 10 năm 2022. Có 203 uỷ viên trung ương, 168 uỷ viên trung ương dự khuyết đến dự hội nghị toàn thể. Uỷ viên Uỷ ban Kiểm tra Kỉ luật Trung ương dự thính hội nghị.
Ông Tập Cận Bình chủ trì hội nghị, đồng thời đưa ra phát biểu trọng yếu sau khi trúng cử Tổng bí thư Uỷ ban Trung ương Đảng Cộng sản Trung Quốc, là trường hợp đầu tiên mở đầu nhiệm kì hoàn chỉnh khoá thứ ba của chức vụ này.
Hội nghị đã bầu ra uỷ viên Bộ Chính trị Trung ương, uỷ viên Uỷ ban Thường vụ Bộ Chính trị Trung ương, tổng bí thư Uỷ ban Trung ương đảng; căn cứ danh sách đề cử của Uỷ ban Thường vụ Bộ Chính trị Trung ương, thông qua bảy thành viên của Ban bí thư Trung ương đảng, đã quyết định nhân sự hợp thành Uỷ ban Quân sự Trung ương; đã phê chuẩn nhân sự được bầu giữ chức bí thư, phó bí thư và uỷ viên uỷ ban thường vụ của Uỷ ban Kiểm tra Kỉ luật Trung ương khoá XX.

## Quyết định nhân sự

### Bầu chọn
- Tổng bí thư Uỷ ban Trung ương Đảng Cộng sản Trung Quốc : Tập Cận Bình.
- Uỷ viên Uỷ ban Thường vụ Bộ Chính trị Trung ương Đảng Cộng sản Trung Quốc : Tập Cận Bình, Lí Cường, Triệu Lạc Tế, Vương Hỗ Ninh, Thái Kì, Đinh Tiết Tường và Lí Hi.
- Uỷ viên Bộ Chính trị Trung ương Đảng Cộng sản Trung Quốc (xếp theo thứ tự nét bút của ngành họ) : Đinh Tiết Tường, Tập Cận Bình, Mã Hưng Thuỵ, Vương Nghị, Vương Hỗ Ninh, Doãn Lực, Thạch Thái Phong, Lưu Quốc Trung, Lí Hi, Lí Cường, Lí Cán Kiệt, Lí Thư Lỗi, Lí Hồng Trung, Hà Vệ Đông, Hà Lập Phong, Trương Hựu Hiệp, Trương Quốc Thanh, Trần Văn Thanh, Trần Cát Ninh, Trần Mẫn Nhĩ, Triệu Lạc Tế, Viên Gia Quân, Hoàng Khôn Minh và Thái Kì. [1]

### Thông qua
- Bí thư Ban bí thư Trung ương : Thái Kì, Thạch Thái Phong, Lí Cán Kiệt, Lí Thư Lỗi, Trần Văn Thanh, Lưu Kim Quốc và Vương Tiểu Hồng. [1]

### Quyết định
- Uỷ ban Quân sự Trung ương

Chủ tịch : Tập Cận Bình.
Phó chủ tịch : Trương Hựu Hiệp, Hà Vệ Đông.
Uỷ viên : Lí Thượng Phúc, Lưu Chấn Lập, Miêu Hoa và Trương Thăng Dân. 

### Phê chuẩn
- Uỷ ban Kiểm tra Kỉ luật Trung ương khoá XX

Bí thư : Lí Hi.
Phó bí thư : Lưu Kim Quốc, Trương Thăng Dân, Tiếu Bồi, Dụ Hồng Thu, Phó Khuê, Tôn Tân Dương, Lưu Học Tân và Trương Phúc Hải.
Uỷ viên Uỷ ban thường vụ (xếp theo thứ tự nét bút của ngành họ) : Vương Hiểu Bình, Vương Ái Văn, Vương Hồng Tân, Lưu Kim Quốc, Lưu Học Tân, Hứa La Đức, Tôn Tân Dương, Lí Hi, Lí Hân Nhiên, Tiếu Bồi, Trương Thăng Dân, Trương Phúc Hải, Trần Quốc Cường, Triệu Thế Dũng, Hầu Khải, Ngân Bách, Dụ Hồng Thu, Phó Khuê và Mục Hồng Ngọc. 